# Año de eclipse
En astronomía se llama año de eclipse o año dracónico al tiempo que tarda el Sol (visto desde la Tierra) en volver a un mismo nodo de la órbita lunar, que equivale a 346,620 días aproximadamente. Como los eclipses ocurren cuando el Sol está suficientemente cerca de los nodos lunares, los eclipses se repiten aproximadamente cada medio año de eclipse, ya que en ese momento el Sol se encuentra sobre el nodo opuesto (hay dos nodos en una órbita, y el año de eclipse mide el tiempo empleado en volver al nodo inicial, no al opuesto, de ahí que los eclipses se repitan cada medio año de eclipse).
Concretamente, las épocas separadas por medio año de eclipse (173,31 días) se conocen como estaciones de eclipses, y es la época en la que ocurren los eclipses. De hecho, al transcurrir medio año de eclipse el Sol se encuentra justo sobre un nodo, pero en ese momento la Luna no tiene por qué estar nueva o llena, condición esencial para que se produzca el alineamiento de los tres astros y, por lo tanto, un eclipse. Por eso, las estaciones de eclipses comprenden el tiempo máximo que tardará la Luna en llegar a la alineación (luna llena o luna nueva), cuando seguro que se produce el eclipse.
- Datos: Q5715432